# Prostemmiulus picadoi
Prostemmiulus picadoi är en mångfotingart som beskrevs av Filippo Silvestri 1916. Prostemmiulus picadoi ingår i släktet Prostemmiulus och familjen Stemmiulidae. Inga underarter finns listade i Catalogue of Life.